# Tadeusz Sołtys (dziennikarz)
Tadeusz Sołtys (ur. 10 czerwca 1965 w Myślenicach) – polski dziennikarz radiowy, jeden z twórców, a od 2009 do 2025 prezes radia RMF FM.

## Kariera zawodowa
Jest absolwentem Instytutu Nauk Politycznych i Dziennikarstwa przy Wydziale Prawa i Administracji Uniwersytetu Jagiellońskiego w Krakowie.
Karierę dziennikarską rozpoczął w 1986 roku, pracując w Studiu Radiowym Alma-Radio (Uniwersytet Jagielloński) oraz Polskim Radiu Kraków (stały korespondent Programu III PR).
Współtwórca RMF FM, z którym jest związany od początku istnienia (1990). Był reporterem, dziennikarzem i prowadzącym główne pasma programowe. Przez 10 lat był gospodarzem porannych programów RMF FM: "Ni w 5 ni w 9" i "Wstawaj, szkoda dnia". Ponadto prowadził inne audycje, między innymi "3 po 3...nastej", "Nie ma mowy" i "Podróż za jeden uśmiech". Swój ostatni program na antenie poprowadził wiosną 2004 roku. Następnie objął funkcję dyrektora programowego. Od 10 czerwca 2009 do września 2025 był prezesem RMF FM.
Był jednym z jurorów III edycji programu TVN Droga do Gwiazd.